# قطار العيش
قرية قطار العيش الواقعة في اختصاص بلدية الخروب - ولاية قسنطينة - هي قرية فلاحية بالأساس تعتمد على زراعة الحبوب في حقول هي من أخصب الأراضي الفلاحية بالولاية وأكثرها إنتاجا والفلاحة فيها مقسمة ما بين مزارع نموذجية تابعة للقطاع العام بحيث تعود ملكيتها للدولة والفلاحون فيها أجراء مثل مزرعة بو لشفار حسين أو مزارع خاصة تعود ملكياتها لأشخاص بعقود ملكية مسجلة ومشهرة لدى المصالح المختصة كمزرعة عائلة ابن الشيخ لفقون ومزعة عائلة روابح وبن غريب وغيرهم كثير.
وتعد قرية قطار العيش من أقدم بلديات عمالة قسنطينة على أيام العهد الاستعماري رفقة بلديات أولاد رحمون والسمندو - زيغود يوسف حاليا - وبيزو - ديدوش مراد حاليا - وقد جردت من هذه الرتبة في عهد الاستقلال لتصبح تابعة إداريا لبلدية الخروب مما أثر على نموها الاجتماعي والاقتصادى والثقافي والسياسي
ومعظم السكان يعملون فضلا عن الزراعة في قطاع البناء والصناعة والخدمات في مدينتي قسنطينة أو الخروب وقد أنشيء في السنوات القليلة الماضية فريق لكرة القدم ينافس كل عام على الصعود إلى القسم الجهوي ولكن بالوسائل التي تكاد تكون معدومة فإنه لم يصل إلى تحقيق هذا الحلم رغم الإرادة الفولاذية للسيد رئيس الجمعية الرياضية ومعاونيه واللاعبين.. والمرافق الموجودة بالقرية الفرع الإداري البلدي ومفرزة الحرس البلدي ومكتب البريد والمركز الثقافي والمركز الصحي.. بالقرية مسجد - مسجد أبوبكر الصديق - يتسع لعدة مئات من المصلين وإلى جانبه المكتبة وكلا البنايتين تشكلان تحفة معمارية جميلة بما يناسب طبيعة البنايات هناك.كما توحد بالقرية ثلاث جمعيات للأحياء وكلها تعمل من أجل ترقيتها وتطورها رغم المعوقات الإدارية .